# Place de Thorigny
La place de Thorigny est une place située dans le 3e arrondissement de Paris au cœur du quartier du Marais.

## Situation et accès
Ce site est desservi par les stations de métro Saint-Paul et Saint-Sébastien - Froissart.

## Origine du nom
Ce carrefour est ainsi nommé en raison de la proximité de la rue voisine du même nom et qui porte le nom de Jean-Baptiste Claude Lambert de Thorigny qui fut président de la 2e chambre des requêtes du Parlement de Paris de 1713 à 1727 et prévôt des marchands de Paris de 1726 à 1729.

## Historique
Formée par la rencontre des rues Elzévir, du Parc-Royal, de la Perle et de Thorigny, elle porte son nom actuel depuis 1838. Cette petite place devenue moderne sera construite à la suite d'un arrêté du 25 janvier 1971, déclassant une parcelle de voie située entre les rues du Parc-Royal et de Thorigny.

## Bâtiments remarquables et lieux de mémoire

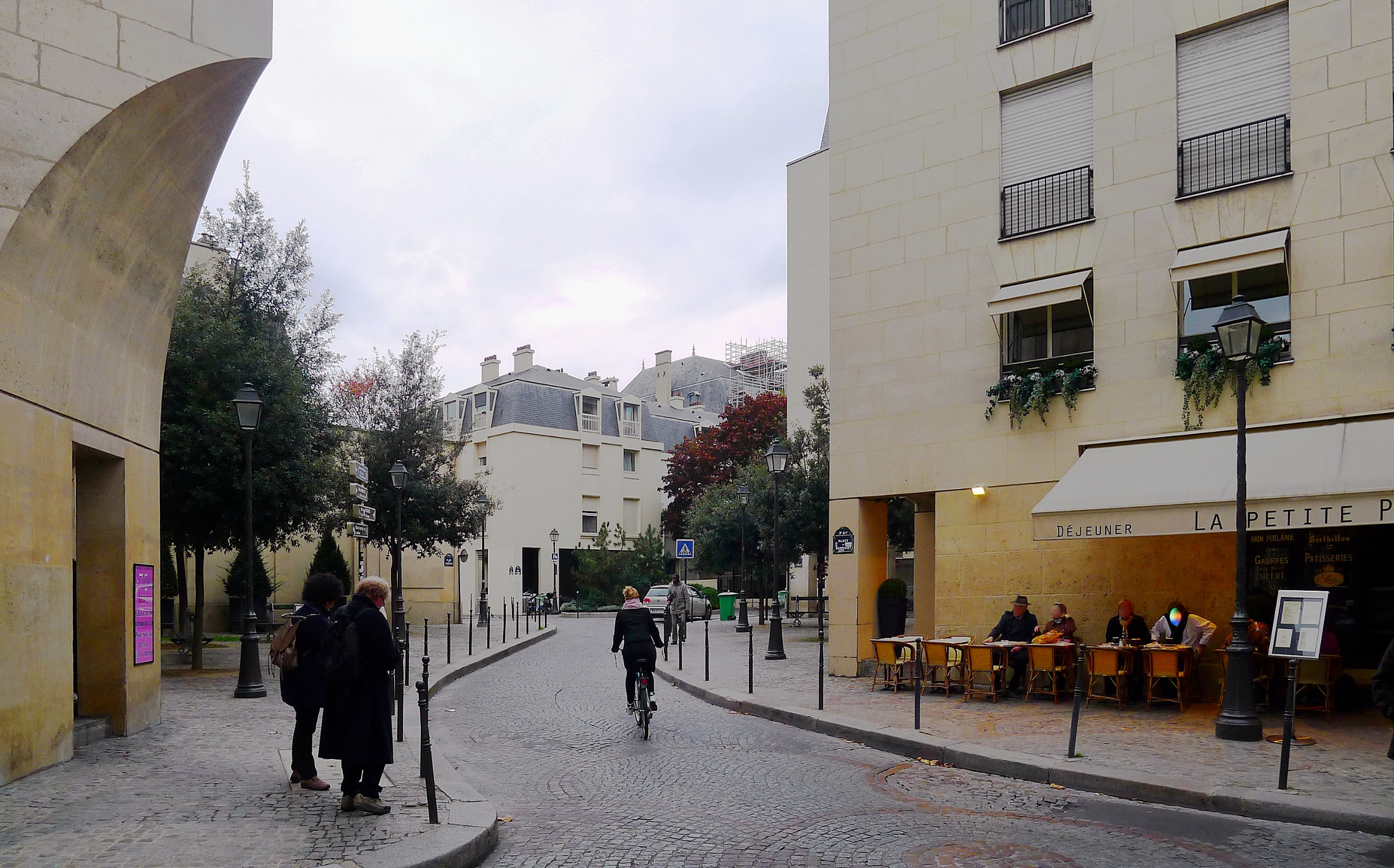
La place vue de la rue Elzévir.

- Le no 1 abrite l'hôtel Libéral Bruant, un temps transformé en musée de la serrurerie et aujourd'hui un centre d'expositions d'art moderne. À deux pas se trouve l'entrée du musée Picasso et celle du musée Cognacq-Jay.
- L'homme de lettres Charles Perrault habita cette place à partir de 1685[2].

### Sources
- Napoléon Chaix, Paris, guide 1807, Librairie internationale.